# ELI/イーライ
『ELI/イーライ』（原題: Eli）は2019年に配信されたアメリカ合衆国のホラー映画である。監督はキアラン・フォイ、主演はチャーリー・ショットウェルが務めた。

## ストーリー
イーライは重度の自己免疫疾患を抱えており、外出することすらできない状態にあった。無菌室で暮らすことを余儀なくされている息子を不憫に思い、ローズとポールはホーン医師が運営する病院で治療を受けさせることにした。イーライは今までより自由に動ける状態を楽しんでいたが、ほどなくして、施設のあちこちで心霊現象に遭遇するようになった。また、イーライが受ける治療は尋常ではないほどの痛みを伴うものであったため、イーライは徐々に自由を謳歌する余裕を失っていった。しかも、心霊現象に遭遇する回数は増える一方だった。そんなある日、イーライは霊たちが自分に何かを伝えようとしていることに気が付いた。そして、イーライは「霊はホーン医師の治療が危険だと警告してくれているのではないか」と考えるようになった。
しばらくして、イーライはヘイリーと親しくなった。ヘイリーとは窓越しに会話することしかできなかったが、彼女だけは「病院が幽霊に取り憑かれている」というイーライの主張を支持してくれた。というのも、ヘイリーは退院していく患者を見たことがなかったからである。その頃、ホーン医師は「イーライは霊を見たと主張していますが、それは治療の副作用として生じた幻覚でしょう」とローズとポールに説明していた。ヘイリーの手助けもあって、イーライは霊が送ってきたメッセージを解読することに成功した。霊たちはlieという文字列をイーライに伝えてきたが、それは317という数字を逆さにしたものだったのである。この数字はホーンのオフィスのパスコードであった。イーライがオフィスで過去の患者のカルテを読んだところ、その全員が3度目の治療で命を落としていたことが判明した。
イーライは自分に命の危険が迫っていることを両親に訴えたが、2人は聞く耳を持たなかった。それどころか、ポールはイーライを昏倒させてきた。イーライは自分の話を信じようとしなかった両親にショックを受けながらも、生き延びるべく、ホーン医師のオフィスに立て籠もることにした。オフィスを一通り調べたところ、そこにはホーン医師とその助手たちが修道女の格好をしている写真があった。その後、イーライは地下階への隠し階段を発見し、そのまま降りていった。地下階には、円環列石と宗教儀式に使用される器具があった。ところが、そこでホーン医師に見つかってしまい、イーライは地下階に閉じ込められてしまった。ほどなくして、イーライはアレルギー反応のために気を失った。イーライが意識を取り戻すと、特に問題もなく呼吸できることに気が付き、「自分が重病を患っているというのは嘘だ」と確信した。その直後、ローズがイーライの様子を確かめるために地下階に降りてきた。イーライが意識を失ったふりをしていたため、ローズは油断しきっていた。イーライはその隙を突いてローズに一撃を食らわせ、地下階から脱出することに成功した。
病院からの脱出を試みたイーライだったが、その過程でとんでもない真実を知ることになった。

## キャスト
※括弧内は日本語吹き替え。
- イーライ - チャーリー・ショットウェル（山崎智史）
- ローズ - ケリー・ライリー（岡田栄美）
- ポール - マックス・マーティーニ（志村知幸）
- イザベラ・ホーン医師 - リリ・テイラー（寺内よりえ）
- ヘイリー - セイディー・シンク（イブ優里安）
- バーバラ看護師 - デニーン・タイラー
- マリチェラ看護師 - カティア・ゴメス
- ペリー - オースティン・フォックス
- アグネス - カイリア・ポージー
- ルシウス - パーカー・ラヴイン

その他の日本語吹き替え
三木晶、所河ひとみ、七海太郎、梶川翔平
日本語版制作スタッフ
- 演出 - 日向泰祐
- 翻訳 - 下大澤百合子
- 録音・調整 - （株）東北新社
- 日本語版制作 - （株）東北新社

## 製作

### 構想・キャスティング
デヴィッド・チャーチリッロが執筆した本作の脚本は2015年にブラックリスト入りを果たしていた。2017年3月24日、キアラン・フォイが本作の監督に起用されたとの報道があった。10月24日、チャーリー・ショットウェル本作に出演すると報じられた。12月、セイディー・シンクとケリー・ライリーの出演が決まった。2018年1月、リリ・テイラーとマックス・マーティーニがキャスト入りした。

### 撮影・音楽
2018年1月、本作の主要撮影がルイジアナ州ニューオーリンズで始まった。2019年1月29日、ベアー・マクレアリーが本作で使用される楽曲を作曲することになったと報じられた。

## 公開・マーケティング
2017年10月、パラマウント・プレイヤーズが本作の全米配給権を獲得し、2019年1月4日に全米公開する予定だと報じられた。2018年12月、Netflixがパラマウント・プレイヤーズから本作の権利を買い取った。2019年10月3日、本作のオフィシャル・トレイラーが公開された。

## 評価
本作に対する批評家からの評価は平凡なものに留まっている。映画批評集積サイトのRotten Tomatoesには23件のレビューがあり、批評家支持率は48%、平均点は10点満点で5.13点となっている。サイト側による批評家の見解の要約は「全体を通して素晴らしい出来とは言えないかもしれないが、所々に面白く思える箇所はある。『ELI/イーライ』は本当に恐ろしい物語を展開しようとする過程で、沢山のジャンプスケアをホラー映画ファンに提供してくれる。」となっている。